# Umberto Klinker
Umberto Klinker is een Surinaams oud-voetballer. Hij speelde voor SV Robinhood en het Surinaamse voetbalelftal en was in 1982 en 1983 topscorer van de competitie.

## Carrière
Klinker speelde in zijn jeugd bij Lions'71. Hij stapte in 1978 over naar de jeugdopleiding van SV Robinhood en speelde vanaf het volgende seizoen voor het eerste team. Zijn debuut tegen SV Leo Victor won Robinhood met 7-0 in het André Kamperveenstadion. Hij was in 1982 en 1983 topscorer van de competitie en werd met zijn team twaalf keer nationaal kampioen. Hij stond enkele malen in de finale van de CONCACAF Champions Cup finales en won twee keer de Suriname President's Cup.
Klinker had al verschillende keren zijn opwachting gemaakt in de jeugdteams van het Surinaamse elftal toen hij op 12 oktober 1980 debuteerde in het seniorenelftal. Hij speelde in de kwalificatiewedstrijden van de WK en op het CFU-kampioenschap. In 1995 nam hij afscheid van het profvoetbal.